# Parc de Passy
El parc de Passy és un jardí públic situat al 16è arrondissement de París. Aquest parc fa pendent i baixa el turó de Passy-lès-Paris fins a la vora del Sena. La seva estructura principal és una gran avinguda d'arcs guarnits amb flors, amb una gespa al centre. Disposa d'una àrea de jocs de 200m² per als nens.